# ゆのはまランド
ゆのはまランドは、山形県酒田市浜中にかつて存在した遊園地。

## 概要
1981年（昭和56年）4月オープン（現在の庄内空港（1991年供用開始）の隣接地）。約46200平方メートルという広大な敷地の中に、メリーゴーランドやゴーカート、子どもが乗れる鉄道模型などが設けられ、開園当初は年間約7万5千人もの集客を誇った庄内地方唯一の遊園地であった。
しかしながら、遊具類が主に小学校低学年以下の児童対象のものということもあってか、年々入場者は減り続け、閉園直近は約3万人程度までに落ち込むなど経営の継続が困難となり、2002年（平成14年）11月をもって閉園となった。

## 入場料
- 大人　400円（団体　300円）
- 小人　200円（団体　150円）

## 主なアトラクション
- メリーゴーランド
- ムーンロケット
- ゴーカート
- お化け屋敷

## 閉園後
2005年春、地元有限会社の手により、塩をテーマにした観光施設「庄内塩工房・観光農園」が誕生している。その後は乗馬クラブの「庄内馬事公苑」もオープンした。